# Bo Hederström
Bo Ludvig Christopher Hederström, född 18 februari 1912 i Fjällsjö församling, Ångermanland, död 2 november 2001 i Stockholm, var en svensk skådespelare.

## Biografi
Bo Hederström filmdebuterade 1937 och han kom att medverka i drygt 20 film- och TV-produktioner förutom otaliga teater- och revyföreställningar. På äldre dar tjänstgjorde han som kammarvaktmästare på Stockholms slott. 
Hederström var son till överjägmästaren Sune Hederström och Elin Petersson samt bror till fotografen och författaren Marianne Greenwood och direktören Torbjörn Hederström. Bo Hederström, som var ogift, var vidare morbror till medierådgivaren och debattören Christer Hederström.

## Filmografi
- 1937 – Sara lär sig folkvett
- 1937 – Odygdens belöning
- 1937 – Ryska snuvan
- 1938 – Sockerskrinet
- 1939 – En enda natt
- 1939 – Vi på Solgläntan
- 1941 – Det sägs på stan
- 1941 – Lasse-Maja
- 1942 – En sjöman i frack
- 1942 – I gult och blått
- 1943 – Ombyte av tåg
- 1943 – Elvira Madigan
- 1944 – På farliga vägar
- 1944 – När seklet var ungt
- 1944 – Skeppar Jansson
- 1944 – Klockan på Rönneberga
- 1951 – Sköna Helena
- 1964 – Älskande par
- 1965 – Salta gubbar och sextanter
- 1966 – Nattlek
- 1966 – Träfracken
- 1969 – Frukost
- 1972–1973 – Ett resande teatersällskap (TV-serie)
- 1994 – I morgon, Mario

## Teater

### Roller (urval)
| År   | Roll            | Produktion                                                           | Regi                                        | Teater                        |
| ---- | --------------- | -------------------------------------------------------------------- | ------------------------------------------- | ----------------------------- |
| 1945 | Gyldenstern     | Hamlet William Shakespeare                                           | Sandro Malmquist                            | Malmö stadsteater             |
| 1947 | Armbåge         | Lika för lika William Shakespeare                                    | Lars-Levi Læstadius                         | Helsingborgs stadsteater      |
| 1947 |                 | Det var en gång... Holger Drachmann                                  | Åke Ohberg                                  | Skansens friluftsteater       |
| 1947 | Förste markisen | Cyrano de Bergerac Edmond Rostand                                    | Sandro Malmquist                            | Oscarsteatern                 |
| 1954 |                 | Söderkåkar Gideon Wahlberg                                           | Gösta Jonsson                               | Vanadislundens friluftsteater |
| 1956 |                 | Kärlek och guldfeber Gideon Wahlberg                                 | Gösta Jonsson                               | Vanadislundens friluftsteater |
| 1957 |                 | Kärlek och guldfeber Gideon Wahlberg                                 | Gösta Jonsson                               | Vanadislundens friluftsteater |
| 1963 |                 | Pyjamasleken George Abbot, Richard Bisell, Richard Adler, Jerry Ross | Carl-Gustaf Kruuse af Verchou Mille Schmidt | Idéonteatern                  |
| 1966 | Jean            | Fruar på vift Georges Feydeau                                        | Etienne Glaser                              | Stockholms stadsteater        |
| 1966 | Medverkande     | Nya Wermländingarne Sandro Key-Åberg                                 | Christian Lund                              | Stockholms stadsteater        |